# Hogna fraissei
Hogna fraissei är en spindelart som först beskrevs av Ludwig Carl Christian Koch 1882.  Hogna fraissei ingår i släktet Hogna och familjen vargspindlar. Inga underarter finns listade i Catalogue of Life.